# Lettland i olympiska sommarspelen 2000
Lettland deltog i de olympiska sommarspelen 2000 med en trupp bestående av 45 deltagare och de tog totalt tre medaljer. Guldmedaljen i gymnastik var Lettlands första guldmedalj vid ett olympiskt sommarspel.

## Medaljer

### Guld
- Igors Vihrovs - Gymnastik, fristående

### Silver
- Aigars Fadejevs - Friidrott, gång 50 km

### Brons
- Vsevolods Zeļonijs - Judo, lättvikt 73 kg

## Brottning
Mellanvikt, fristil
- Igors Samušonoks
  - Samušonoks besegrades med 3-2 av Kanadas Justin Abdou och slogs ut genom förlust 3-0 mot Cubas Yoel Romero. Samušonoks besegrade Kazakstans Magomed Kurugliyev 7-6.

## Cykling

### Landsväg
Herrarnas tempolopp
- Raivis Belohvoščiks
  1. Final - 0:59:57 (15:e plats)

- Dainis Ozols
  1. Final - 1:00:46 (21:e plats)

Herrarnas linjelopp
- Arvis Piziks
  1. Final - 5:30:46 (22:e plats)

- Andris Reiss
  1. Final - 5:42:01 (81:e plats)

- Raivis Belohvoščiks
  1. Final - DNF

- Andris Naudužs
  1. Final - DNF

- Dainis Ozols
  1. Final - DNF

### Bana
Herrarnas sprint
- Viesturs Bērziņš
  - Kval - 10.343
  - Första omgången - Besegrade Shinichi Ota från Japan
  - Åttondelsfinal - Förlorade mot Jan van Eijden från Tyskland
  - Åttondelsfinal, återkval - 2:a plats - Heat 2
  - Final 9-12 - 10:e plats

Herrarnas tempolopp
- Gvido Miezis
  - Miezis slutade 16:e på tiden 1:08.113.

Herrarnas keirin
- Ainārs Ķiksis
  - Första omgången - Heat - 3; Plats - DNF
  - Återkval - Heat - 1; Plats - 1
  - Andra omgången - Heat - 1; Plats - DNF (gick inte vidare)

Herrarnas lagsprint
- Viesturs Bērziņš, Ainārs Ķiksis och Ivo Lakučs
  - Kval - 45.589
  - Andra omgången - 46.525 (gick inte vidare)

## Friidrott
Herrarnas 800 meter
- Viktors Lacis
  1. Omgång 1 - 01:46.94
  2. Semifinal - 01:47.24 (gick inte vidare)

Herrarnas 110 meter häck
- Staņislavs Olijars
  1. Omgång 1 - 13.56
  2. Omgång 2 - 13.34
  3. Semifinal - 13.5 (gick inte vidare)

Herrarnas spjutkastning
- Voldemārs Lūsis
  1. Kval - 80.08 (gick inte vidare)

- Ēriks Rags
  1. Kval - 75.75 (gick inte vidare)

Herrarnas 20 kilometer gång
- Aigars Fadejevs och Māris Putenis

- Aigars Fadejevs
  1. Final - 1:22:43 (14:e plats)

- Maris Putenis
  1. Final - DSQ

Herrarnas 50 kilometer gång
- Aigars Fadejevs
  1. Final - 3:43:40 (Silver)

- Modris Liepins
  1. Final - 3:48:36 (9:a)

- Ugis Bruvelis
  1. Final - 4:11:41 (35:a)

Damernas 800 meter
- Irina Latve
  - Kval: 2:06.05, 6:e plats (gick inte vidare)

Damernas 5 000 meter
- Jeļena Čelnova-Prokopčuka
  - I sitt första heat kom Čelnova-Prokopčuka fyra på tiden 15:09.45, och gick vidare till final. I finalen placerade sig Celnova-Prokopcuka på 9:e plats på 14:55.46.

Damernas 10 000 meter
- Jeļena Čelnova-Prokopčuka
  - Čelnova-Prokopčuka gick till finalen genom att placera sig åtta i omgång 1, på tiden 32:32.87. I finalen slutade Čelnova-Prokopčuka på 19:e plats på 32:17.72.

Damernas 100 meter häck
- Anita Trumpe
  - Trumpe slutade sjua i kvalet på tiden 13.77, och gick inte vidare.

Damernas 400 meter häck
- Irēna Žauna
  - I den första omgången blev Žauna femma i sitt heat på tiden 57.79 och gick inte vidare.

Damernas höjdhopp
- Līga Kļaviņa
  - Kval: ingen notering. (gick inte vidare)

Damernas spjutkastning
- Inga Kožarenoka
  - Kožarenokas bästa kast uppnådde 53.83 meter och var inte tillräckligt för att gå till final.

Damernas längdhopp
- Valentīna Gotovska
  - I kvalet var Gotovskas bästa hopp 6.47 meter, vilket gav henne en tioende plats. Hon gick inte till final.

Damernas 20 kilometer gång
- Anita Liepiņa och Jolanta Dukure
  - Dukure slutade på 30:e plats på tiden 1:36.54, medan Liepiņa kom på 37:e plats på tiden 1:39.17.

## Fäktning
Damernas värja
- Jūlija Vansoviča

## Gymnastik
Herrarnas fristående
- Igors Vihrovs
  - Vihrovs, vann överraskande guldmedaljen med poängen 9.812.

## Judo
Herrarnas lättvikt (-73 kg)
- Vsevolods Zeļonijs
  - Zeļonijs slog ut Yong-Sin Choi från Sydkorea efter sekunder och erhöll brons, och fick dela tredjeplatsen med Anatoly Laryukov från Vitryssland.

## Kanotsport
Sprint
Herrarnas K-1 500 m
- Jefimijs Klementjevs

## Modern femkamp
Herrar
- Deniss Čerkovskis

Damer
- Jeļena Rubļevska

## Rodd
Herrarnas singelsculler
- Andris Reinholds

## Segling
Europajolle
- Žaklīna Litauniece
  1. Lopp 1 - 24
  2. Lopp 2 - (26)
  3. Lopp 3 - (27)
  4. Lopp 4 - 26
  5. Lopp 5 - 24
  6. Lopp 6 - 20
  7. Lopp 7 - 24
  8. Lopp 8 - 25
  9. Lopp 9 - 25
  10. Lopp 10 - 26
  11. Lopp 11 - 25
  12. Final - 218 (27:e plats)

Mistral
- Vita Matīse